# Masters de snooker 1981
Les Masters de snooker 1981 ont lieu au centre de conférences de Wembley à Londres en Angleterre. C'est la 7e édition des Masters de snooker qui ont réuni sur invitation douze des meilleurs joueurs au monde.

## Déroulement
Deux joueurs supplémentaires participent au tournoi qui voit les deux finalistes de l'année précédente s'affronter à nouveau pour le titre. Alex Higgins prend sa revanche face à Terry Griffiths en s'imposant 9 manches à 6. Il remporte ainsi son deuxième Masters,.

## Tableau final
|  | 1er tour Au meilleur des 9 manches | 1er tour Au meilleur des 9 manches | 1er tour Au meilleur des 9 manches |  |  | Quarts de finale Au meilleur des 9 manches | Quarts de finale Au meilleur des 9 manches | Quarts de finale Au meilleur des 9 manches |   |                 | Demi-finales Au meilleur des 9 manches | Demi-finales Au meilleur des 9 manches | Demi-finales Au meilleur des 9 manches |  |  | Finale Au meilleur des 17 manches | Finale Au meilleur des 17 manches | Finale Au meilleur des 17 manches |
|  |                                    |                                    |                                    |  |  |                                            |                                            |                                            |   |                 |                                        |                                        |                                        |  |  |                                   |                                   |                                   |
|  |                                    |                                    |                                    |  |  |                                            |                                            |                                            |   |                 |                                        |                                        |                                        |  |  |                                   |                                   |                                   |
|  |                                    |                                    |                                    |  |  | Terry Griffiths                            | Terry Griffiths                            | 5                                          |   |                 |                                        |                                        |                                        |  |  |                                   |                                   |                                   |
|  | Fred Davis                         | Fred Davis                         | 5                                  |  |  | Fred Davis                                 | Fred Davis                                 | 2                                          |   |                 |                                        |                                        |                                        |  |  |                                   |                                   |                                   |
|  | Kirk Stevens                       | Kirk Stevens                       | 4                                  |  |  |                                            |                                            |                                            |   | Terry Griffiths | Terry Griffiths                        | 6                                      |                                        |  |  |                                   |                                   |                                   |
|  |                                    |                                    |                                    |  |  |                                            | John Spencer                               | John Spencer                               | 5 |                 |                                        |                                        |                                        |  |  |                                   |                                   |                                   |
|  |                                    |                                    |                                    |  |  | Ray Reardon                                | Ray Reardon                                | 1                                          |   |                 |                                        |                                        |                                        |  |  |                                   |                                   |                                   |
|  | Dennis Taylor                      | Dennis Taylor                      | 2                                  |  |  | John Spencer                               | John Spencer                               | 5                                          |   |                 |                                        |                                        |                                        |  |  |                                   |                                   |                                   |
|  | John Spencer                       | John Spencer                       | 5                                  |  |  |                                            |                                            |                                            |   |                 | Terry Griffiths                        | Terry Griffiths                        | 6                                      |  |  |                                   |                                   |                                   |
|  |                                    |                                    |                                    |  |  |                                            | Alex Higgins                               | Alex Higgins                               | 9 |                 |                                        |                                        |                                        |  |  |                                   |                                   |                                   |
|  |                                    |                                    |                                    |  |  | Alex Higgins                               | Alex Higgins                               | 5                                          |   |                 |                                        |                                        |                                        |  |  |                                   |                                   |                                   |
|  | Eddie Charlton                     | Eddie Charlton                     | 0                                  |  |  | Doug Mountjoy                              | Doug Mountjoy                              | 1                                          |   |                 |                                        |                                        |                                        |  |  |                                   |                                   |                                   |
|  | Doug Mountjoy                      | Doug Mountjoy                      | 5                                  |  |  |                                            |                                            |                                            |   | Alex Higgins    | Alex Higgins                           | 6                                      |                                        |  |  |                                   |                                   |                                   |
|  |                                    |                                    |                                    |  |  |                                            | Cliff Thorburn                             | Cliff Thorburn                             | 5 |                 |                                        |                                        |                                        |  |  |                                   |                                   |                                   |
|  |                                    |                                    |                                    |  |  | Cliff Thorburn                             | Cliff Thorburn                             | 5                                          |   |                 |                                        |                                        |                                        |  |  |                                   |                                   |                                   |
|  | Perrie Mans                        | Perrie Mans                        | 5                                  |  |  | Perrie Mans                                | Perrie Mans                                | 4                                          |   |                 |                                        |                                        |                                        |  |  |                                   |                                   |                                   |
|  | Steve Davis                        | Steve Davis                        | 3                                  |  |  |                                            |                                            |                                            |   |                 |                                        |                                        |                                        |  |  |                                   |                                   |                                   |